# Charles Lewis Parker
Pour les articles homonymes, voir Charles Parker et Parker.
Charles Lewis Parker (né en 1951) est un homme politique canadien de la Nouvelle-Écosse. Il est député provincial néo-démocrate de la circonscription britanno-colombienne de Pictou-Ouest de 1998 à 1999 et de 2003 à 2013.
Il est président de l'Assemblée législative de la Nouvelle-Écosse de 2009 à sa démission en 2011, moment où il démissionne pour accepter le poste de ministre des Ressources naturelles et de ministre de l'Énergie dans le gouvernement du premier ministre Darrell Dexter.

## Biographie
Né à Durham (en) dans le comté de Pictou en Nouvelle-Écosse, Parker étudie au West Pictou District High School. Il gradue ensuite du Nova Scotia Teachers College (en) et de l'université Acadia. Après, il travaille comme enseignant tout en ouvrant et opérant une pépinière, ainsi que comme agent immobilier.
Parker entame une carrière politique en siégeant comme conseiller municipal de la municipalité du comté de Pictou pendant quatre mandats.